# Hosianna, Davids son
Hosianna, Davids son är en adventssång och psalm, ursprungligen komponerad för fyrstämmig blandad kör och orgel cirka 1795 av Abbé Vogler till svensk text. Den är en av Sveriges mest sjungna adventssånger och den första psalmen i den finska och finlandssvenska psalmboken 1986.
Sången ingick i ett verk om Kristi lidandes historia, som Abbé Vogler uppförde i S:ta Clara kyrka i Stockholm den 20 mars 1796. Hosianna ingår där i den andra av verkets tio satser. I Finland sjöngs Hosianna högst sannolikt första gången 1797, vid en konsert som ordnades av Musikaliska Sällskapet i Åbo.

## Texten
Texten är hämtad ur Karl XII:s bibel, Matteusevangeliets 21 kapitel, vers 9 och ordagrant tonsatt. Texten översattes till finska 1871 och senare även till tyska. Texten i Matteusevangeliet handlar om hur Jesus före Påsk rider in i Jerusalem.

## Som psalm
Först i 1986 års finska och svenska psalmböcker kom Hosianna, Davids son med som psalm, avsedd att sjungas unisont av församlingen. Den har nummer 1 i den finska och finlandssvenska psalmboken och nummer 105 i den svenska ekumeniska psalmboken och Svenska kyrkans Den svenska psalmboken 1986. År 1939, 1943 respektive 1937 års psalmbok fanns den således inte med, men var vanlig som körsång vid gudstjänster i advent. Under andra hälften av 1900-talet blev det i Finland vanligt att församlingen stämde in, vilket ledde till att sången togs med i psalmboken. I Sverige kom den med i Psalmer och visor 1976. På de flesta håll avslutar den själva evangelieläsningen på Första söndagen i Advent. 
I tillägget Psalmer i 90-talet infördes även en tonsättning skriven 1977 av Egil Hovland (med nummer 836) under avsnittet "Advent". Denna flyttades senare i Verbums psalmbokstillägg (2003) till avsnittet "Fastan" och är avsedd att sjungas på Palmsöndagen. Psalmen med denna tonsättning finns också i den norska psalmboken, som nummer 867.

## Som stamsång
Hosianna ingick 1943-49 i det som kallades stamsånger och som var obligatoriska sånger vid skolornas musikundervisning i Sverige.

## Utgåvor

### Med Abbé Vogler som tonsättare
- J. A. Josephson: Zion 1867[7]
- Suomalainen lauluseppele 1871[7]
- Stockholms söndagsskolförenings sångbok 1882 en vers, som nr 31 under rubriken "Lofsånger".
- Hjärtesånger 1895 som nr 41 under rubriken "Adventssånger".
- Svensk söndagsskolsångbok 1908 som nr 17 under rubriken "Adventssånger".
- Lilla Psalmisten 1909 en vers som nr 15 under rubriken "Kristus: Hans födelse, död och uppståndelse".
- Svenska Missionsförbundets sångbok 1920 som nr 73 under rubriken "Jesu födelse".
- Svenska Frälsningsarméns sångbok 1922 som nr 23 under rubriken "Högtider, Advent".
- Kyrklig sång 1928 nr 64.
- Svensk söndagsskolsångbok 1929 som nr 32.
- Frälsningsarméns sångbok 1929 som nr 538 under rubriken "Högtider och särskilda tillfällen - Jul".
- Musik till Frälsningsarméns sångbok 1930 som nr 538.
- Sionstoner 1935 som nr 145 under rubriken "Advent".
- Guds lov 1935 som nr 20 under rubriken "Advents- och julsånger".
- Nu ska vi sjunga, 1943, under rubriken "Andra vackra sånger och visor".
- Sions Sånger 1951 nr 72.
- Förbundstoner 1957 som nr 32 "Guds uppenbarelse i Kristus: Advent".
- Kyrkovisor för barn som nr 715 under rubriken "Advent".
- Frälsningsarméns sångbok 1968 som nr 583 under rubriken "Högtider - Advent".
- Sions Sånger 1981 som nr 178 under rubriken "Tack och lov".
- Norsk Salmebok 1985 som nummer 867
- Finlandssvenska psalmboken 1986 som nr 1 under rubriken "Advent".
- Finska psalmboken 1986 som nr 1 under rubriken "Advent".
- Lova Herren 1988 som nr 92 under rubriken "Advent".
- Barnens svenska sångbok, 1999, under rubriken "Året runt".
- Norsk salmebok 2013 som nummer 22
- Nr 105 i den ekumeniska delen av den svenska psalmboken (dvs psalm 1-325 i Den svenska psalmboken 1986, Cecilia 1986, Psalmer och Sånger 1987, Segertoner 1988 och Frälsningsarméns sångbok 1990) under rubriken "Advent".
- Hela familjens psalmbok 2013 som nummer 63 under rubriken "Hela året runt".[10]

### Med Egil Hovland som tonsättare
- Levande sång 1984 (tillägg till Segertoner) som nummer 631 under rubriken "Advent"
- Psalmer och Sånger 1987 som nr 487 under rubriken "Advent".[8]
- Norsk salmebok 2013 som nummer 23
- Psalmer i 90-talet som nummer 836 under avsnittet "Advent"
- Verbums psalmbokstillägg 2003 som nummer 739 under avsnittet "Fastan"

## Inspelningar
En tidig inspelning gjordes av Solist Kvintetten i Stockholm i oktober 1908.